# Nentershausen (Hesja)
Nentershausen – miejscowość i gmina w Niemczech, w kraju związkowym Hesja, w rejencji Kassel, w powiecie Hersfeld-Rotenburg.

## Współpraca
Miejscowości partnerskie:
- Ligueil, Francja
- Steglitz-Zehlendorf, Berlin
- Trusetal, Turyngia